# Gnadenthal (Victoria)
Gnadenthal war eine von Sorben gegründete Siedlung im heutigen Verwaltungsgebiet Southern Grampians Shire im Südwesten des australischen Bundesstaats Victoria. Sie befand sich etwa fünf Kilometer westlich von Penshurst.

## Geschichte

### Auswanderung auf derHelene
Gnadenthal war eine sorbische Gründung. Der Ort wurde im Jahre 1853 von einer Gruppe Einwanderer gegründet, die aus Orten in der Nähe von Hochkirch (in der Oberlausitz) stammten. Diese hatten unter anderem wegen religiöser Spannungen, politischer Unwägbarkeiten und wirtschaftlicher Schwierigkeiten ihre Heimat verlassen.
Am 5. September 1851 gingen sie in Hamburg an Bord des kurz vor der Fahrt auf der Reiherstiegwerft vom Stapel gelaufenen Auswandererschiffes Helene der Reederei J.C. Godeffroy & Sohn. Quellen führen 128 bis 163 Passagiere an Bord auf, von denen ein Großteil (98 von 128) Sorben waren. Es befanden sich laut den heute bekannten Passagierlisten etwa 46 Kinder unter ihnen. Am 24. Dezember 1851 traf das Schiff in Port Adelaide ein. Zunächst siedelten sich die meisten Siedler in der Nähe von Adelaide sowie im Barossa Valley an.
Auf der Suche nach besseren und größeren Grundstücken kamen einige von ihnen schließlich nach Victoria in die Nähe der Stadt Hamilton. Hier gründeten sie eine Gemeinde mit dem sorbischen Namen Bukecy (deutsch: Hochkirch). Der Ort wurde später in Hochkirch und 1918 in Tarrington umbenannt.

### Gründung von Gnadenthal
Einige Siedler, die Familien Albert, Bürger, Mirtschin, Stephan und Urban, zogen allerdings einige Kilometer weiter. Knapp zwanzig Kilometer entfernt, hatten sie in der Nähe von Mount Rouse etwa fünf Kilometer westlich von Penshurst günstig Land erwerben können. Namentlich bekannt ist hier die Familie Bürger, die ursprünglich aus Meschwitz kam. Peter (1795–1878) und Agnes Bürger (1808–1892, geb. Schmidt) waren gemeinsam mit ihren Kindern Johann, Magdalene und Andreas nach Australien ausgewandert. Zunächst erwarben sie, da Paul Bürger recht schnell naturalisierter englischer Staatsbürger wurde, bei Rosenthal, Südaustralien (heute Rosedale) Land. Bürger zog mit seiner Familie aber bald nach Victoria, da eine Ansiedlung dort nach sehr positiven Berichten mehr Erfolg versprach. Der Besitz in Rosedale wurde also wieder veräußert.
Eine weitere Familie, die sich in Gnadenthal ansiedelte war die Familie Mirtschin. Johann (1808–1884) und Maria (1814–1878, geb. Gude) Mirtschin stammten aus Steindörfel. Sie waren ebenfalls mit der Helene nach Australien gekommen, hatten auf der Reise aber zwei (Marga und Andreas) ihrer fünf Kinder verloren, die auf See an Durchfall erkrankten und starben.

### Gegenwart
Die Nachfahren der sich 1853 in Gnadenthal ansiedelnden Familien sind bis in die Gegenwart auf den verbliebenen Gehöften (Farmen) und in der Umgebung von Penshurst zu finden. Einige Kinder der Siedler wurden nach Tarrington und ins benachbarte Tabor, wo sich ebenfalls Sorben aus Deutschland angesiedelt hatten, verheiratet, sodass die Namen der Gnadenthaler Siedler auch hier auftauchen. 
Vom einstigen Gnadenthal sind in der Gegenwart noch mehrere Gebäude aus der Entstehungszeit der Siedlung erhalten geblieben. Dabei handelt es sich um zwei kleine 1853 in Fachwerkbauweise entstandene Bauernhäuser der Familien Bürger und einige Gebäude auf dem Mirtschin-Gehöft. Außerdem ist der etwas westlich der Siedlung gelegene lutherisch-wendische Friedhof erhalten geblieben.
Der Gnadenthaler Friedhof ist für seine Grabsteine und Denkmäler von architektonischer Bedeutung. Die hier vorhandene Ikonografie spiegelt die Ästhetik der verschiedenen Epochen und Gruppen innerhalb der Gemeinde wider. Er zieht sich östlich der Day’s-Lane entlang und befindet sich in einem sehr guten Zustand. Unterteilt ist er in einen älteren und einen jüngeren Abschnitt. Die erste Beerdigung auf diesem Friedhof fand 1861 statt. Es befinden sich 75 Grabstätten auf dem Gnadenthaler Friedhof.

## Trivia
Etwa zwei Kilometer nördlich von Gnadenthal befand sich eine weitere deutsche Ansiedlung. Das im Jahre 1852 von einer Gruppe deutscher Einwanderer um den Prediger Johann Friedrich Krummnow gegründete einstige Herrnhut gilt in der Gegenwart als erste Kommune auf der Basis der sogenannten Principles of shared property and fervent prayer (gemeinsames Eigentum und Gebet) auf dem australischen Kontinent.